# Елизавета Баварская (1383—1442)
Елизавета Ландсхут-Баварская (нем. Elisabeth von Bayern; 1383, Ландсхут — 13 ноября 1442, Ансбах) — курфюрстина Бранденбурга.
Елизавета — дочь герцога Баварского Фридриха и Маддалены Висконти. 18 сентября 1401 года Елизавета вышла замуж за Фридриха VI, бургграфа Нюрнбергского, который в 1415 году был возведён в курфюрсты Бранденбурга. Елизавета замещала супруга в долгие периоды отсутствия Фридриха. Через своего сына Альбрехта Ахилла Елизавета является прародительницей Гогенцоллернов.

## Потомки
- Елизавета (1403—1449), замужем за герцогом Людвиком II Бжегским (1380/5-1436), затем за герцогом Венцелем Тешенским (1413/18-1474)
- Иоганн Алхимик (1406—1464), отказался от прав перворождённого в 1437 году, маркграф Кульмбах-Байрейтский, женат на принцессе Барбаре Саксен-Виттенбергской (1405—1465)
- Цецилия (1405—1449), замужем за герцогом Вильгельмом I Брауншвейг-Вольфенбюттельским (1392—1482)
- Маргарита (1410—1465), замужем за герцогом Альбрехтом V Мекленбургским (1397—1423), затем за герцогом Людвигом VIII Баварским (1403—1445), затем за графом Мартином Вальденфельсским (ум. 1471)
- Магдалена (1412—1454), замужем за герцогом Фридрихом II Брауншвейг-Люнебургским (1418—1478)
- Фридрих II (1413—1471), курфюрст Бранденбурга, женат на принцессе Катарине Саксонской (1421—1476)
- Альбрехт III Ахилл (1414—1486), курфюрст Бранденбурга, женат на принцессе Маргарите Баденской (1431—1457), затем на принцессе Анне Саксонской (1437—1512)
- София (1416—1417)
- Доротея (1420—1491), замужем за герцогом Генрихом IV Мекленбургским (1417—1477)
- Фридрих III (1424—1463), женат на принцессе Агнессе Померанской (1436—1512)